# Stazione di Napoli Galileo Ferraris
La stazione di Napoli Galileo Ferraris è una fermata ferroviaria mai attivata che sorgerà sul tratto dedicato al traffico metropolitano tra le stazioni di Napoli Gianturco e Napoli San Giovanni-Barra.

## Strutture e impianti
La fermata si presenta con due binari passanti e banchina a isola, dove si trovano due accessi per il sottopassaggio che conducono all'uscita.